# 純粋 (テレビドラマ)
『純粋』（じゅんすい、原題：순수）は、1998年8月17日から10月5日まで毎週月曜日と火曜日にKBS2で全16回にわたって放送された韓国のテレビドラマ。2000年に放送された『秋の童話』と2002年に放送された『冬のソナタ』の監督ユン・ソクホが1998年に演出した純愛物語で、リュ・シウォンとミョン・セビンが主演した。『冬のソナタ』の原点となった作品と言われる。
1999年に開催された第35回百想芸術大賞のテレビ部門で本作の演技によってミョン・セビンが新人演技賞を受賞した。

## 登場人物
ハ・ジヌ
演 - リュ・シウォン
ラジオ局のプロデューサー。
ユン・ヘジン
演 - ミョン・セビン
ラジオ番組の放送作家。
カン・ヒョンソク
演 - ハン・ジェソク
ジヌの同僚プロデューサー。
チャ・インギョン
演 - イ・ボン
ジヌとヒョンソクの10年来の親友。